# وزارة تنمية شؤون المرأة والأسرة في بونتلاند
وزارة تنمية شؤون المرأة والأسرة في بونتلاند (بالصومالية: Wasaaradda Horumarinta Haweenka iyo Arrimaha Qoyska ee Dawladda Puntland) هي هيئة حكومية مكلفة بوضع السياسات العامة لحكومة بونتلاند المتعلقة بالقضايا التي تؤثر على النساء والأطفال وشؤون الأسرة. تأسست الوزارة في عام 2005 كأحد الإجراءات الأولية للرئيس محمود موسى حرسي، وكانت أول وزيرة لها عائشة جيلي ديري وتشغل المنصب حاليًا ماريان أحمد علي منذ عام 2024.

## قائمة الوزراء
- عائشة جيلي ديري
- أنيسة حاجي مؤمن